# 香港中華文化促進中心

香港中華文化促進中心的標誌

香港中華文化促進中心（The Hong Kong Institute for Promotion of Chinese Culture），香港註冊慈善團體，於1985年成立。中心地址位於九龍石硤尾白田街30號賽馬會創意藝術中心四樓04室
。該中心提倡、介紹和弘揚中華文化以促進各地文化交流。另外又在視覺藝術、表演藝術、學術研究、民族文化、民間藝術、歷史考察等範疇上舉辦過逾千項活動。
由成立以來，香港中華文化促進中心與不同的學術文化團體合作，如香港各大專院校、外國駐港文化機構、內地民間學術團體及專業學術單位等進行中華與其他文化的交流融合，傳揚華夏文化，並傳遞中華文化包含著傳承、發展及現代化的之意。由2002年起，香港中華文化促進中心連續三年獲香港藝術發展局委任為文學中介機構，負責審批、監管及全權處理有關校園文學推廣計劃資助及撥款事宜。自1992年8月開始，又協助香港中文大學榮譽講座教授饒宗頤在香港開展「敦煌吐魯番專題研究計劃」。每年大概有一至二位國內學者獲得邀請來港進行有關研究及學術交流。至2009年，香港中華文化促進中心獲得饒宗頤文化館的經營權，並一直營運至今。

## 宗旨理念
香港中華文化促進中心的創辦理念如下:
- 提高香港整體市民的文化素質和生活情操；
- 推動香港和海內外華人文化界溝通以促進中華文化的發展；
- 聯繫世界各地文化、學術機構以促進中外文化交流。

## 文化課程與文化考察團
為推廣普及中華文化，香港中華文化促進中心舉辦過不同題材的文化課程讓各界人士參加，如中華文化証書課程、敦煌藝術課程、香港史專題研究課程、對聯詩詞寫作班、崑曲賞析課程、中國園林藝術欣賞課程及文學創作坊。其內容涵蓋商代的古玉賞析、中國國情通識班、中醫護理證書課程、圍棋入門班、雲南紮染工藝班等。
另外，香港中華文化促進中心每年都會舉辦不同主題和地點的文化考察團，比如參觀古蹟名勝(「粵東海防歷史考察之旅」、「北京宗教古蹟考察」、「中亞烏茲別克文化考察之旅」等)、拜訪機構團體。讓公眾了解各地風土民情、認識文化可互相補足及發展、尊重歷史文化為傳承發展而作出的努力及探究中華文化的內涵。

## 銀杏館爭議
2013年，香港中華文化促進中心力邀銀杏館進駐三級歷史建築饒宗頤文化館，成為「開荒餐館」。因為他們是非牟利機構，亦是社會企業，支持長者就業，希望銀杏館能發揮社企的力量。可是在2016年3年合約即將屆滿的時候，銀杏館不獲香港中華文化促進中心續約。到了同年10月時，餐廳的新合約將批給一個餐飲大集團經營，五十名長者員工面臨失業。銀杏館行政總裁麥敏媚指營運者原先承諾餐館可營運十年，但香港中華文化促進中心否認此前承諾過簽下10年合約。而銀杏館位於荔枝角的饒宗頤文化館分店亦於2016年9月底遷出。事件一度圍繞口頭承諾問題繼續發酵。

## 外部連結
- 香港中華文化促進中心 （页面存档备份，存于）